# راجه برويز أشرف
راجه برويز أشرف (بالأردوية: راجہ پرویز اشرف)‏؛ مواليد 26 ديسمبر 1950, سياسي باكستاني، وزير المياه والطاقة السابق في حكومة يوسف رضا كيلاني ورئيس وزراء الباكستان من 22 يونيو 2012 حتى 16 مارس 2013. وهو من كبار قياديي حزب الشعب الباكستاني.
يواجه أشرف تهماً بالفساد خلال شغله منصب وزير المياه والطاقة، ومن المستبعد أن يعاد انتخابه، وقد يكون هذا سبب ترشيحه لهذا المنصب.

## وصلات خارجية
- راجا برويز أشرف – الجزيرة نت